# 博爾格瓦爾湖
54°16′24″N 13°0′28″E / 54.27333°N 13.00778°E

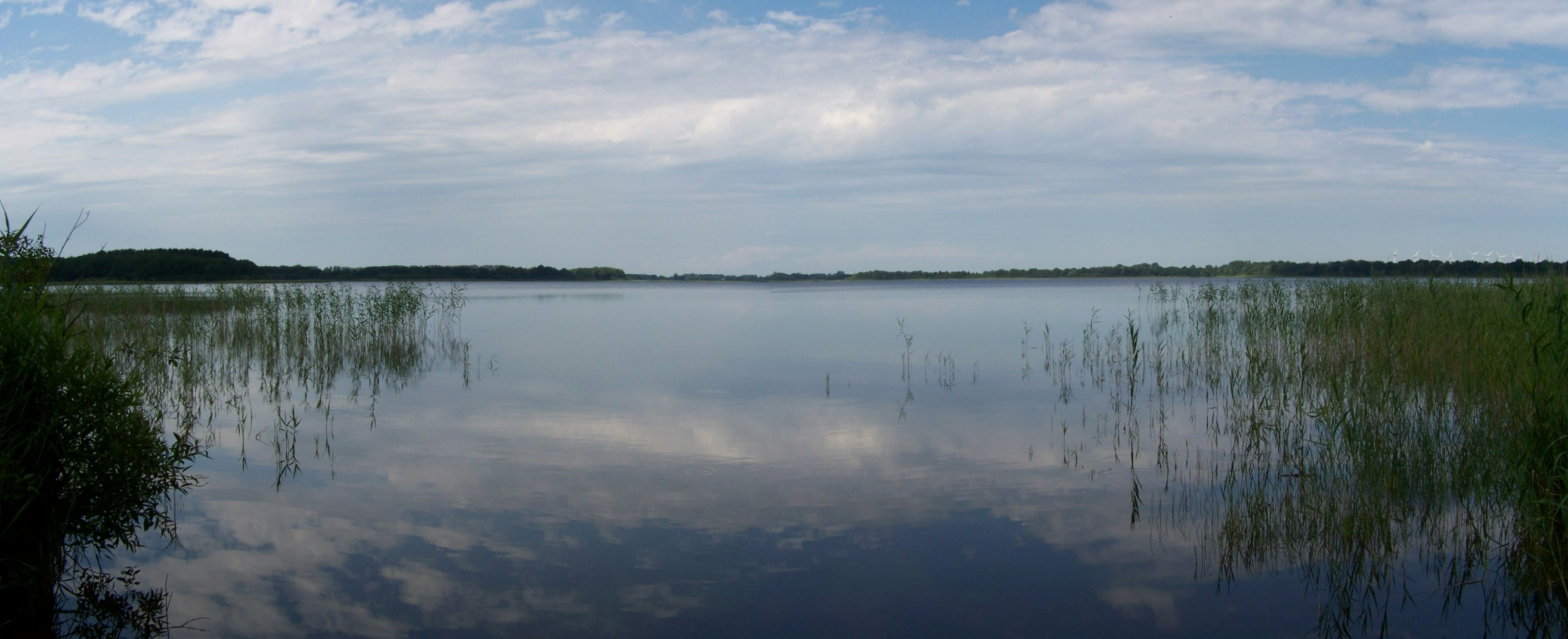

博爾格瓦爾湖（德語：Borgwallsee），是德國的湖泊，位於該國東北部，由梅克倫堡-前波美拉尼亞州負責管轄，處於前波美拉尼亞-呂根縣，長3.6公里、寬1.8公里，面積3.9平方公里，海拔高度13米，平均水深2米，最大水深5米，水體容量920萬立方米。